# Mike Thompson
Mike Thompson foi eleito para representar o 1º Distrito Congressional da Califórnia em 1998. O distrito inclui Napa, Lago, Mendocino, Humboldt. Antes de servir no Congresso, o deputado Thompson representou o  Estado da Califórnia no Senado, onde presidiu a poderosa Comissão de Orçamento.